# Hans Jordan
Hans Jordan (ur. 27 grudnia 1892 w Rastatt, zm. 20 kwietnia 1975 w Monachium) – niemiecki dowódca wojskowy z czasów II wojny światowej w stopniu generała piechoty.
Jordan wstąpił do korpusu kadetów 22 marca 1912 roku. Awansowany do stopnia porucznika walczył w I wojnie światowej, podczas której został dwukrotnie ranny. Za udział w walkach został odznaczony Krzyżem Żelaznym II (1914) i I (1916) klasy. Po wojnie przeniesiony do Straży Granicznej Wschód. Później służył w Reichswehrze.
W czasie kampanii we Francji dowodził 49 pułkiem piechoty. 1 października 1941 roku został awansowany do stopnia generała majora, a 13 grudnia 1941 roku objął dowództwo nad 7 Dywizją Piechoty. 1 listopada 1942 roku awansowany do stopnia generała porucznika i jednocześnie objął dowództwo nad VI Korpusem Armijnym. 1 stycznia 1943 roku został awansowany do stopnia generała piechoty. Dowodził korpusem podczas ciężkich walk w rejonie Rżewa i Witebska. 23 grudnia 1943 roku odznaczony Niemieckim Krzyżem w złocie. 
W dniu 20 maja 1944 roku powierzono mu dowództwo nad 9 Armią, która została rozbita latem 1944 roku w rejonie Bobrujska (Białoruś). Został zdymisjonowany 26 czerwca 1944 roku przez Hitlera ze stanowiska dowódcy 9 Armii.
Po kapitulacji III Rzeszy w maju 1945 roku dostał się do niewoli. Zwolniony w 1947 roku.

## Kariera wojskowa
- Fähnrich (22 marca 1912)[1]
- Leutnant (16 czerwca 1913)[1]
- Oberleutnant (18 sierpnia 1916)[1]
- Hauptmann (1 maja 1933)[1]
- Major (1 lipca 1933)[1]
- Oberstleutnant (1 marca 1936)[1]
- Oberst (1 sierpnia 1938)[1]
- Generalmajor (1 października 1941)[1]
- Generalleutnant (1 listopada 1942)[1]
- General der Infanterie (1 stycznia 1943)[1]

## Odznaczenia
- Krzyż Żelazny[1]
  - II klasy
  - I klasy
- Odznaka za Rany[1]
- Krzyż Hanzeatycki Hamburski[1]
- Odznaka Szturmowa Piechoty w srebrze[1]
- Krzyż Niemiecki w złocie[1]
- Krzyż Rycerski z Liśćmi Dębu i Mieczami[1]